# Плакуна тропическая
Плакуна тропическая, или плакуна плацента, или блиновик лепёшечный (лат. Placuna placenta) — вид двустворчатых моллюсков из семейства Placunidae. Видовое название placenta означает плаценту и дано из-за схожести раковины моллюска с этим органом.

## Описание
Раковина моллюска полупрозрачная, почти бесцветная и тонкая, достигает до 10—15 см в поперечнике и толщины в 3—5 мм. Её прозрачность такова, что если живого моллюска рассматривать под лучами солнца, то прекрасно видно внутреннее строение. Раковина среднего размера, уплощённая, тонкостенная, хрупкая, полупрозрачная, часто волнисто изогнутая. Форма её неправильная, квадратно-округлая. Наружная поверхность раковины покрыта тончайшими частыми радиальными бороздами и концентрическими грубо выраженными линиями роста. Края раковины расслаивающиеся, имеют перламутровый блеск. Окраска раковины варьируется от бело-серебристой до сизо-серой с пурпурными оттенками в макушечной области. Внутренняя поверхность раковины чрезвычайно мелкая, гладкая, блестящая с радужным отливом. Моллюск характеризуется недоразвитым передним мускулом-замыкателем.

## Ареал и биология
Моллюск распространён в тропическом Индо-Тихоокеанском районе — Индо-Малайзия, Индокитай. Моллюски встречаются в защищённых бухтах на илистых грунтах на глубине 3—100 м. Плакуна не имеет биссуса для прикрепления к субстрату и не закапывается, что объясняется её приверженностью к местам, защищённым от прибоя.
Плакуна тропическая является фильтратором и питается смесью планктона и органического детрита. Моллюски раздельнополые и способны размножаться в возрасте двух лет, когда размер раковин достигает 70 - 100 мм. Личинки развиваются в планктоне около 14 дней, после чего оседают на дно.
В раковинах плакуны могут образовываться жемчужины, характерными особенностями которых является свинцово-серый цвет со слюдистым блеском. Порой цвет может варьироваться до красновато-чёрного. Форма жемчужин из этих моллюсков неправильная, размер — небольшой, а качество невысокое.

## Использование человеком
Традиционно раковину этого моллюска использовали в странах Азии (Индии, Китае, на Сулавеси и Филиппинах) вместо стёкол в окнах домов. Позднее раковины стали использовать при производстве окон. Из их створок вырезают пластинки, которые вставляют в оконные рамы вместо стёкол. Створки раковины плакуны напоминают матовое стекло, и поэтому окна, «застеклённые» таким образом, ослабляют и рассеивают солнечные лучи, предохраняя тем самым жилища от слишком яркого света. В одной только Маниле для этих и других целей в середине XX века ежегодно добывали около 5 млн. раковин и в настоящее время здесь её даже специально разводят. Раковины также могут размалывать в порошок, из которого изготавливают серебристую краску. Широко используют раковины плакуны и в прикладном искусстве, особенно для изготовления ламп и люстр. Мясо моллюска нередко употребляют в пищу. Однако, так как целая раковина представляет ценность, моллюсков обычно не вскрывают живыми, а оставляют на солнце. В связи с этим, мясо плакуны чаще всего служит кормом для домашней птицы или креветок, которые широко разводятся в странах Азии.
В последнее время также изучается высокая прочность раковины моллюска, обусловленная особенностями её строения на микроскопическом уровне. Раковины плакуны способны сохранять свою целостность при повреждающем воздействии благодаря процессу двойникования, в результате чего каждый из кристаллов кальцита в её составе, около точки повреждения, разделяется на два сегмента — одинаковых и одновременно зеркально расположенных по отношению друг к другу. Благодаря этому от повреждённого сегмента не расходятся трещины. В результате вокруг точки повреждения формируется материал в 10 раз более эффективный с точки зрения диссипации энергии, чем «чистый» кальцит. Результаты исследования могут быть потенциально использованы при разработках новых видов брони.